# Селена Гомез
Селена Мари Гомез (енгл. Selena Marie Gomez; Гранд Прери, 22. јул 1992) америчка је певачица, глумица и продуценткиња. Започела је своју глумачку каријеру у дечјој серији Барни и пријатељи (2002—2004). Постала је позната по улози Алекс Русо у серији Чаробњаци с Вејверли Плејса (2007—2012).
Поред своје телевизијске каријере, Гомезова је глумила у филмовима: Још једна прича о Пепељуги (2008), Програм заштите за принцезе (2009), Чаробњаци с Вејверли Плејса: Филм (2009), Рамона и Бизус (2010), Монте Карло (2011), Бунтовнице (2012), Бекство (2013), Основни принципи добра (2016), Мртви не умиру (2019) и Кишни дан у Њујорку (2019). Позајмила је глас Мејвис у филмској франшизи Хотел Трансилванија (2012—2022). Преко своје продукцијске куће July Moonhead Productions, Гомезова је извршна продуценткиња телевизијских серија Netflix-а, 13 разлога (2017—2020) и Живот без докумената (2019). Обавља посао извршне продуценткиње и глумице у кулинарској серији HBO Max-а, Селена + кувари (2020—данас), као и хумористичкој мистерији Hulu-а, Само убиства у згради (2021—данас). За свој наступ у другој серији добија позитивне критике, као и номинацију за најбољу глумицу у хумористичкој серији на Телевизијским наградама по избору критичара.
Гомезова је објавила три албума са својом некадашњом групом Selena Gomez & the Scene, а сва три су се нашла на првих десет места америчке листе Billboard 200 и добила по златни сертификат Америчког удружења дискографских кућа: Kiss & Tell (2009), A Year Without Rain (2010) и When the Sun Goes Down (2011). Касније је објавила три соло студијска албума — Stars Dance (2013), Revival (2015) и Rare (2020) — која су дебитовала на врху листе . Такође је објавила EP на шпанском језику под називом Revelación (2021), који је номинован за за награду Греми за најбољи латино поп албум. Неколико синглова Гомезове нашло се на првих десет места америчке листе Billboard Hot 100: „Come & Get It”, „The Heart Wants What It Wants”, „”, „”, „”, „We Don't Talk Anymore”, „It Ain't Me” и „Lose You to Love Me”. Музика јој је позната по тихим вокалним стиловима.
До 2017. Гомезова је продала преко седам милиона албума и 22 милиона синглова широм света, наводи Billboard. Добила је разна признања и проглашена је за Billboard-ову жену године 2017. Има велики број пратилаца на друштвеним медијима и најпраћенија је музичарка на Instagram-у. Такође је покренула линију шминке, линију одеће, линију торбица и линију парфема. Радила је са многим добротворним организацијама и амбасадорка је Уницефа од своје 17. године.

## Детињство и младост
Селена Мари Гомез је рођена 22. јула 1992. у Гранд Прерију. Отац јој је Рикардо Џоел Гомез, а мајка Менди Тифи, бивша позоришна глумица. Име је добила по певачици Селени Кинтаниљи, која је умрла 1995. године. Отац јој је мексичког порекла, а мајка, која је усвојена, италијанског. Баба и деда по оцу емигрирали су у Тексас из Монтереја 1970-их. Гомезова о свом наслеђу говори да је „поносна трећа генерација америчких Мексиканца”, као и „моја породица прави кинсињере и посећујемо цркву заједнице. Радимо све што је католичко, али заправо немамо ништа традиционално осим што идемо у парк и роштиљамо недељом после цркве.” Гомезова течно говорио шпански од своје седме године. Родитељи су јој се развели када је имала пет година, а она је остала да живи с мајком. Гомезова има две млађе полусестре и млађег полубрата: Грејси Елиот Тифи, преко Аманде и њеног другог супруга Брајана Тифија, као и Викторију „Тори” и Маркуса Гомеза, преко Рикарда и његове друге супруге, Саре. Диплому средње школе стекла је образовањем код куће у мају 2010. године.
Гомезова је рођена када је њена мајка имала 16 година. Породица је имала финансијских проблема током њеног детињства, а мајка јој се борила да обезбеди све што им је потребно. Гомезова је изјавила да су морале да траже ситниш како би платиле бензин за свој аутомобил. Њена мајка је касније изјавила да су њих две често ишле до локалне продавнице да купе шпагете од једног долара за вечеру. Гомезова је рекла: „Била сам бесна што моји родитељи нису заједно и никада нисам видела светло на крају тунела када је моја мама напорно радила да ми обезбеди бољи живот. Ужасава ме оно што сам могла постати да сам остала [у Тексасу].” Касније је додала да је њена мајка „била јако јака због мене. Тиме што ме је родила са 16 година, морала је преузети велику одговорност. Одрекла се свега због мене, имала три посла, подржавала ме, жртвовала свој живот за мене.” Гомезова је као дете имала близак однос са бабом и дедом и појављивала се на разним такмичењима. Њени баба и деда су се често бринули о њој док су јој родитељи завршавали школовање, а каже да су је „одгајали” док није успела у шоу-бизнису.

## Каријера

### 2002—2006: Почетак каријере
Гомезова се заинтересовала за каријеру у шоу-бизнису гледајући како се њена мајка припрема за позоришне продукције. Почела је да иде на аудиције за разне улоге и упознала је Деми Ловато током аудиције за серију Барни и пријатељи. Касније и Гомезова и Ловато добијају улоге, а Гомезова тумачи улогу Ђане. Том улогом она започиње своју глумачку каријеру. Касније се присетила улоге и изјавила: „Била сам веома стидљива када сам била мала [...] Нисам знала шта значи ’прва камера’. Нисам знала шта је блокирање. Све сам научила од Барнија.” Гомезова је глумила у тринаест епизода серије између 2002. и 2004. године; продуценти су затим одлучили да је „престара” за серију. Док је глумила у серији, Гомезова је у камео улози глумила у филму Деца шпијуни 3-D: Игра је готова (2003) и телевизијском филму, Тексашки ренџер (2005). Године 2006. добила је гостујућу улогу у серији Disney Channel-а, Угодни живот Зака и Кодија.

### 2007—2012: Пробој са-јем и
Године 2007. Гомезова је добила споредну улогу Микејле у серији Disney Channel-а, Хана Монтана. Током овог периода Гомезова је снимала пилот епизоде за две потенцијалне серије Disney Channel-а; први је био спиноф серије Угодни живот Зака и Кодија под називом Арвин!, а други спиноф серије Лизи Макгвајер под називом Стиви Санчез. Касније је отишла на аудицију за улогу у серији Чаробњаци с Вејверли Плејса, док је касније добила главну улогу Алекс Русо. Након што је добила улогу, Гомезова и њена мајка су се преселиле у Лос Анђелес, као и Ловато са својом породицом, надајући се да ће постићи успех Гомезове. У серији Чаробњаци с Вејверли Плејса, Гомезова глуми тинејџерку у породици чаробњака који су власници ресторана у Њујорку. Серија је убрзо остварила успех за Disney Channel и представила Гомезову мејнстрим публици. Серија је такође добила бројне награде и номинације. Гомезова је снимила тематску песму за серију, под називом „”. Касније је глумила у споту за песму „”, коју извори група Jonas Brothers.
Док је радила на другој сезони серије Чаробњаци с Вејверли Плејса, Гомезова је наступила на специјалу Disney Channel-а под називом Studio DC: Almost Live заједно са разним другим Disney-јевим звездама. Обрадила је песму „Cruella de Vil” с компилацијског албума DisneyMania 6, а касније је снимила оригиналну песму „Fly to Your Heart” за саундтрек анимираног филма, Звончица. Глумила је Мери Сантијаго у direct-to-video филму Још једна прича о Пепељуги, који представља наставак филма Прича о Пепељуги са Хилари Даф и Чадом Мајклом Маријем и други део серије Прича о Пепељуги. Гомезова је снимила три песме за саундтрек филма и објавила промотивни сингл „Tell Me Something I Don't Know” заједно са својом групом, Selena Gomez & the Scene. Исте године позајмила је глас Хелги у анимираном филму, Хортон. Филм је остварио комерцијални успех, зарадивши скоро 300 милиона долара широм света.
Гомезова је са 16 година потписала уговор о снимању са дискографском кућом Hollywood Records, која је већ потписала Сајрусову и Ловато. Године 2008. Гомезова је основала сопствену продукцијску кућу, July Moon Productions. Сарађивала је са кућом XYZ Films на овом пројекту, омогућавајући Гомезовој да бира чланке, ангажује сценаристе и одабере таленте за куповину у студијима Требало је да објави два филма са кућом. Шта дечаци желе био је први, са Гомезовом као девојчицом која може да чује мисли мушкараца. Касније је најавила филмску адаптацију романа Тринаест разлога, у којој је требало да глуми младу девојку која је извршила самоубиство; на крају ни један филм није направљен, али је Гомезова била извршна продуценткиња телевизијске адаптације романа.
Током следеће године Гомезова је наставила с мејнстрим успехом, глумећи Алекс Русо у кросовер епизоди са другом серијом Disney Channel-а, Угодни живот на палуби. Такође је глумила гостујућу улогу у Disney-јевој серији Сани, звезда у успону, у којој глуми Ловато. У априлу исте године објављен је сингл „Whoa Oh! (Me vs. Everyone)” групе Forever the Sickest Kids на којем пева и Гомезова. Гомезова и Ловато заједно глуме у филму Disney Channel-а под називом Програм заштите за принцезе, који је емитован у јуну 2009. године. Филм бележи критички успех, а премијеру је пратило 8,5 милиона гледалаца. Гомезова и Ловато снимају песму „”, која је касније објављена као промотивни сингл. Касније је позајмила глас принцези Селенији у анимираном филму, Артур и Малтазарова освета. У августу 2009. Гомезова је глумила у филму Чаробњаци с Вејверли Плејса: Филм, који се темељи на серији. Премијеру филма је пратило 11,4 милиона гледалаца, поставши најгледанији кабловски програм године и друга најгледанија премијера Disney Channel-а, иза филма Средњошколски мјузикл 2. Филм је освојио другу узастопну награду Еми за најбољи дечји програм.
У нади да ће постићи успешан прелазак у музичку индустрију, Гомезова је основала поп рок групу Selena Gomez & the Scene кроз свој уговор са кућом Hollywood Records. Назив групе је „ироничан ударац” људима који су Гомезову назвали „сценом у покушају”. У августу 2009. група је објавила свој први студијски албум, који је дебитовао на деветом месту америчке листе Billboard 200, са продајом од 66.000 примерака током прве седмице након објављивања. Албум је добио помешане критике; неки критичари су похвалили албум због своје „забавне” природе, док су други критиковали вокале Гомезове. Иако водећи сингл није био комерцијално успешан, други јесте и то највише због оглашавања на Disney Channel-у и бројних наступа. Године 2010. Гомезова је глумила у филму Рамона и Бизус заједно с Џои Кинг, који се темељи на дечјој серији романа ауторке Беверли Клири. Премијера је била 23. јула 2010. године, а филм је добио углавном позитивне критике.
Исте године  објављују свој други студијски албум под називом , који је дебитовао на четвртом месту листе Billboard 200, са продајом од 66.000 примерака. Албум је добио помешане ка позитивним критикама, док су неки критичари негативно реаговали на ототјуноване вокале Гомезове. Оба сингла с албума остварила су умерен успех. Након што је раније најавила планове за покретање линије одеће, Гомезова је 2010. објавила колекцију Dream Out Loud. Састојала се од боемских хаљина, цветних мајица, фармерки, сукњи, јакни, шалова и шешира, док су сви направљени од рециклираних или еколошки прихватљивих материјала. Гомезова је изјавила: „Са својом линијом, заиста желим да дам купцима опције како могу да саставе свој изглед [...] Желим комаде који се могу лако обући, а тканине еколошки прихватљиве и органски веома важне [...] Такође, све етикете ће имати на себи неке од мојих инспиративних цитата. Желим само да пошаљем добру поруку.” Гомезова се удружила с дизајнерима Тонијем Мелилом и Сандром Кампос за пројекат, док су обоје раније радили са познатим модним кућама. Мелило и Кампосова су се за потребе бренда удружили са њујоршким предузећем, Adjmi CH Brands LLC.
Године 2011. Гомезова је глумила Грејс у филму Монте Карло. Да би се припремила за улогу, Гомезова је научила да игра поло, а ишла је на часове како би научила да говори с два британска акцента. Гомезова је глумила у камео улози у филму Мапетовци, као и у две Disney-јеве серије, Тако случајно! и Шаљивџије. Исте године  објављују свој трећи и последњи студијски албум, који је добио помешане критике. Водећи и последњи сингл с албума остварили су умерен успех, док је други сингл добио четири платинаста сертификата у САД. Дана 14. јула 2011. најављено је да је Гомезова потписала уговор са брендом Adrenalina. Илија Лекач, председник и директор предузећа, рекао је: „Невероватно смо узбуђени што радимо са госпођицом Гомез, а открићемо више детаља о парфему док се приближавамо дану објављивања.” Парфем је објављен у мају 2012. године. Дана 6. новембра 2011. била је водитељка доделе MTV Europe Music Awards 2011. у Белфасту.

### 2012—2014:и филмови
Гомезова је потврдила у јануару 2012. да ће направити паузу од музике, стављајући Selena Gomez & the Scene на паузу. Исте године Чаробњаци с Вејверли Плејса су званично престали с емитовањем на Disney Channel-у после четири сезоне. Гомезова је касније добила улогу у анимираном филму Хотел Трансилванија, заменивши Мајли Сајрус. Премијера филма била је 28. септембра 2012. на Филмском фестивалу у Торонту. Гомезова је глумила у контроверзном филму Бунтовнице (2013) са Џејмсом Франком. У филму је глумила зрелији лик него раније и шро је наводно довело до тога да доживи „мали пад на сету”. Године 2013. Гомезова је глумила у филму Бекство. Филм је остварио критички и комерцијални неуспех, а Гомезова је номинована за најгору глумицу на додели награда Златна малина.
Упркос ранијим тврдњама да ће направити паузу од музике, Гомезова је у октобру 2012. потврдила да ради на новом материјалу. Касније је потврдила да ће објавити свој дебитантски соло албум. Објавила је „Come & Get It” као водећи сингл с албума, а он је постао њен први сингл који се нашао на најбољих десет места листе . „Slow Down”, други сингл с албума, нашао се на 27. месту листе .  је објављен 23. јула 2013. године. Постао је њен први албум који је дебитовао на првом месту америчке листе Billboard 200, продавши 97.000 примерака прве седмице након објављивања. Албум је остао у првих десет током наредне седмице, али је касније опао на листи. Албум је добио помешане критике музичких критичара, при чему су неки приметили њену немогућност да створи сопствени музички идентитет и унапредили своје вокалне способности. Гомезова је уградила кореографисане плесне рутине у музичке спотове за албум и своје промотивне наступе уживо, инспирисана извођачима као што су Џенет Џексон и Бритни Спирс. До септембра 2015. продато је преко 392.000 примерака албума у САД, што га чини њеним најслабије продаваним студијским албумом до сада у земљи. Једини је њен студијски албум који није добио сертификат АУДК.
Дана 14. августа 2013. Гомезова је започела своју турнеју Stars Dance Tour. Након наступа у Северној Америци и Европи, Гомезова је отказала аустралијски и азијски део турнеје у децембру 2013, тврдећи да ће направити паузу како би провела време са својом породицом. У јануару 2014. објављено је да је Гомезова провела две седмице у Дон оф медоуз, центру за лечење у Викенбургу који је специјализован за лечење зависности и трауме код младих. Њен представник је изјавио да је тамо провела време „добровољно [...] али не због злоупотребе супстанци”. Гомезова је 2015. потврдила да јој је дијагностикован лупус и да је након отказивања турнеје отишла на рехабилитацију како би била подвргнута хемотерапији. Глумила је у филму Лоше понашање (2014) са Диланом Макдермотом и Натом Вулфом. Снимљен пре њеног одласка на рехабилитацију, филм је објављен у августу 2014. и остварио је критички и комерцијални неуспех. Аутор оригиналног аутобиографског романа се одрекао филма. Касније је глумила у филму Без кормила (2014), редитељском дебију Вилијама Х. Мејсија. Независни филм је добио помешане критике.
У априлу исте године објављено је да је Гомезова отпустила своју мајку и очуха као своје менаџере, који су обављали те улоге од почетка њене каријере. Касније их је заменила предузећима WME и Brillstein. Вест о новом руководству Гомезове такође је подстакла гласине да се њен уговор са дискографском кућом ближи крају и да је у потрази за новом. Гомезова је 6. новембра објавила свој нови сингл „The Heart Wants What It Wants” (2014) и потврдила након месеци спекулација да ће објавити компилацијски албум како би прекинула уговор с кућом . Сингл је постао њен други који се нашао на најбољих 10 места листе Billboard Hot 100 и продао преко милион примерака у САД. Гомезова је 24. новембра објавила свој први соло компилацијски албум, For You (2014). Албум је имао минималну промоцију и није успео да испуни њене претходне стандарде комерцијалног успеха, продавши 35.506 еквивалентних јединица у САД током прве седмице након објављивања и нашао се на 24. месту листе . Гомезова се званично одвојила од куће Hollywood Records, а затим у децембру 2014. потписала уговор с кућом .

### 2015—2016:
Током рада на свом другом студијском албуму, Гомезова је сарађивала с Зедом на „I Want You to Know”, објављен 23. фебруара 2013. као водећи сингл с његовог другог албума. Представља њен четврти сингл на најбољих 20 места листе Billboard Hot 100, а добио је платинумски сертификат АУДК. Дана 22. јуна 2015. објавила је „Good for You” с ASAP Rocky-јем као водећи сингл са свог другог студијског албума. Песма је продата у 179.000 примерака прве седмице након објављивања и постала њен први сингл на најбољих пет места листе , као и прва на врху листе . У августу 2015. глумила је у документарцу Јединство. Поновила је улогу Мејвис у филму Хотел Трансилванија 2, који је објављен 25. септембра; филм је добио позитивне критике и остварио комерцијални успех.
Revival, свој други студијски албум, објавила је 9. октобра 2015. године. АЛбум је добио позитивне критике, нарочито због своје продукције и текстуалног садржаја. Дебитовао је на првом месту листе Billboard 200, продавши 117.000 примерака прве седмице након објављивања. Данас је њен најпродаванији албум. „Same Old Love” је објављен као други сингл с албума, а нашао се на врху листе . Достигао је врхунац на петом месту листе Billboard Hot 100, чиме је заједно с „Good for You” сингл с највишим местом на листи у читавој каријери Гомезове у том периоду. „Hands to Myself” је трећи сингл с албума и њен трећи узастопни врхунац на листи Mainstream Top 40, чинећи Гомезову једном од само шест женских извођача који имају три сингла с истог албума на врху листе. Глумила је камео улогу у филму Адама Макаја Опклада века, који је Paramount Pictures објавио 11. децембра. Дана 23. јануара 2016. била је музички гост у епизоди емисије Уживо суботом увече, коју је водила Ронда Раузи.
Гомезова је 6. маја започела своју светску турнеју, Revival Tour. Тврдила је да ће се турнеја фокусирати искључиво на њу као извођача и да ће имати мање кореографије и мање ефеката од њене претходне турнеје. Након наступа по Северној Америци, Азији и Океанији, отказала је део у Европи и Јужној Америци у августу 2016. због анксиозности, напада панике и депресије изазване лупусом. Глумила је споредну улогу у филму Лоше комшије 2. Њена сарадња с Чарлијем Путом под називом „We Don't Talk Anymore” (2016) нашла се на најбољих 10 места у САД. Године 2016. глумила је у филму Основни принципи добра, који је објављен 29. јануара на Филмском фестивалу Санденс, а 29. јуна на Netflix-у. Филм је добио помешане критике. Такође је глумила у филму У дубиозној бици с Џејмсом Франком; филм је објављен 3. септембра 2016. године. Гомезова је почела да ради на свом трећем студијском албуму током турнеје и додала је нову песму под називом „Feel Me” на концертни програм своје турнеје. Песма је процурила на интернет девет месеци након првог извођења. Албум, који у то време није имао назив или датум објављивања, требало је да буде њено друго издање за Interscope Records. Гомезова и канадски певач Tory Lanez били су део „Trust Nobody”, другог сингла с дебитантског албума норвешког ди-џеја Cashmere Cat-а, под називом 9. Песма је објављена у септембру 2016. године.
Након отказивања турнеје, Гомезова се поново пријавила на рехабилитацију како би се фокусирала на своје ментално здравље и неко време је била одсутна с друштвених медија. Први пут се појавила у јавности од када је ушла на рехабилитацију на Америчким музичким наградама 2016. године, где је била номинована за награде за омиљеног поп/рок женског извођача и извођача године, док је освојила прву.

### 2017—2019: Самостална издања и13 разлога
Дана 4. фебруара 2017. објавила је исечак нове песме на на Instagram-у. Пет дана касније норвешки ди-џеј Kygo објавио је исечак своје сарадње са Гомезовом. Седмицу касније Гомезова и Kygo су преко друштвених медија потврдили назив сингла „It Ain't Me”, који је објављен 16. фебруара. Песма се нашла на најбољих десет места листе .
Гомезова је била извршна продуценткиња телевизијске адаптације романа Тринаест разлога. Дана 25. јануара 2017. поделила је прву најаву, а премијера серије је била 31. марта 2017. на Netflix-у. Серија је изазвала негативне реакције разних добротворних организација за ментално здравље и заједница за превенцију самоубистава због „опасног садржаја”, при чему неки сматрају да  серија гламуризира самоубиство. Гомезова се осврнула на ову контроверзу, рекавши: „Били смо веома привржени књизи и ономе што је у почетку [аутор] Џеј Ашер створио, а то је прелепо трагична, компликована, али и напета прича, а мислим да смо то оно што смо желели да урадимо. Хтели смо да то учинимо праведно и, да, [негативне критике] ће се јавити без обзира на шта. Није лака тема за разговор, али сам веома срећна због онога што смо направили.” Поред овог пројекта, Гомезова је радила на новој музици с продуцентима као што су The Futuristics, Јонас Јеберг и Рајан Тедер, док текстописце чине Џулија Мајклс, Џастин Трантер и Џејкоб Кешер.
Дана 5. маја 2017. Гомезова је покренула одбројавање на свом званичном веб-сајту које се завршава 18. маја, што је довело до спекулација о објављивању новог сингла. Потврђено је 11. маја да је одбројавање било за песму „”, која је премијерно објављена 18. маја заједно са првим музичким спотом, који је био доступан за стримовање само преко Spotify-а. Следећег месеца на YouTube-у је објављен други музички спот, који је садржао најаву за следећи сингл „Fetish”, објављен 13. јула 2017. године. У августу 2017. Гомезова је добила улогу у филму Вудија Алена, Кишни дан у Њујорку. Због оптужби за сексуално злостављање против Алена, Гомезова је своју плату од филма донирала организацији Time's Up. Дана 29. октобра 2017. Гомезова и ЕДМ продуцент Marshmello су најавили своју сарадњу на синглу „Wolves”, који је објављен 25. октобра.
Дана 18. марта 2018. Гомезова је објавила нови сингл са саундтрека 13 Reasons Why Season 2 Soundtrack, под називом „”. Поново је позајмила глас Мејвис у филму Хотел Трансилванија 3: Одмор почиње!, објављен у јулу 2018. године. Тужиоци у Лос Анђелесу су 13. јула 2018. објавили да је жена из Њу Џерсија оптужена за хаковање налога е-поште који припадају Гомезовој и објављивање онлајн слика и другог материјала који је пронашла. Гомезова је наступила на песми „Taki Taki” DJ Snake-а заједно с Осуном и Карди Би, објављена у септембру 2018. године. Наступила је на песми „Anxiety” Џулије Мајклс с њеног четвртог EP-ја под називом Inner Monologue Part 1, као и на песми „I Can't Get Enough” Бенија Бланка заједно с Tainy-јом и Џејом Балвином, која је објављена у фебруару 2019. године. Исте године глумила је у филму Џима Џармуша, Мртви не умиру. У септембру 2019. најављено је да ће Гомезова бити извршна продуценткиња документарне серије Netflix-а, Живот без докумената. Серија прати осам породица које живе без докумената у Америци. Шестоепизодна серија је објављена 2. октобра 2019. године.

### 2020—данас:,иСамо убиства у згради
Дана 23. октобра 2019. Гомезова је објавила „Lose You to Love Me” као водећи сингл с трећег студијског албума, Rare. Следећег дана објавила је други сингл, „Look at Her Now”. „Lose You to Love Me” се нашао на првом месту у САД, тиме поставши први њен сингл на врху листе.  је објављен 10. јануара 2020. и добио позитивне критике и нашао се на врху листе Billboard 200, поставши њен трећи студијски албум на првом месту. Касније тог месеца позајмила је глас жирафи у авантуристичком филму Дулитл, који је режирао Стивен Гаган. У мају је најављено да ће Гомезова бити водитељка и извршна продуценткиња кулинарске серије HBO Max-а под називом Селена + кувари, која приказује Гомезову којој се придружује други кувар у свакој епизоди на даљину због пандемије ковида 19. Свака епизода наглашава добротворну организацију у вези са храном. Премијера серије била је 13. августа 2020. године.
У јуну је Гомезова наступила на ремиксу песме Тревора Данијела, „Past Life”. У августу сарађивала је с јужнокорејском девојачком групом Blackpink на другом синглу „Ice Cream” с њиховог првог студијског албума на корејском језику, The Album. Касније тог месеца најављено је да ће Гомезова бити глумица и извршна продуценткиња хумористичке серије Само убиства у згради заједно с Стивом Мартином и Мартином Шортом, тиме остваривши своју прву улогу на телевизији од серије Чаробњаци с Вејверли Плејса. У августу 2021. године, пре званичне премијере серије на Hulu-у, Гомезова је открила да је срећна што је глумила улогу која одговара њеним стварним годинама, рекавши да је „преписала [свој] живот” Disney-ју на почетку своје каријере, као и да „није знала шта ради.” У септембру 2020. уврштена је на Time 100, Time-ову листу најутицајнијих људи на свету.
У новембру 2020. Гомезова је најављена као извршна продуценткиња и глумица биографског филма у режији Елгина Џејмса, који се темељи на мемоарима Силвије Васкез-Лавадо, прве отворено геј жене која се такмичила на Седам врхова. У јануару 2021. Гомезова је објавила синглове „De Una Vez” и „Baila Conmigo” са свог првог EP-ја на шпанском језику под називом , који је објављен 12. марта. „Selfish Love”, трећи сингл, објављен је 4. марта у сарадњи с DJ Snake-ом.
Гомезова је сарађивала с Камилом на песми под називом „999”, која је објављена 27. августа 2021. године.

## Стваралаштво

### Музички стил
Гомезова је описана као поп извођач, док јој глас припада врсти мецосопрана. Рад јој првенствено карактеришу денс-поп и ЕДМ; међутим, експериментисала је са различитим музичким жанровима. Дебитантски албум, који је објавила као део групе Selena Gomez & the Scene, био је под утицајем електронског рока и поп рока, док наредне албуме са групом карактерише денс поп звук. A Year Without Rain бележи карактеристике синт попа, а When the Sun Goes Down садржи више електропопа и електро диско звука. Свој дебитантски соло албум Stars Dance, објавила је под утицајем ЕДМ поп жанра — Гомезова га је описала као „беби дабстеп” — са елементима који чине електронску музику, диско, техно и денсхол. Песме „The Heart Wants What It Wants” и „Good for You” су описане као „минималистичке” и „одрасле”, уводећи поп звук за одрасле у свој репертоар.

### Узори
На почетку своје каријере, Гомезова је навела Бруна Марса као свог узора због „његовог стил музике, његовог стила уопште, начин на који наступа, начина на који се понаша”. Такође је као своје узоре навела и Кристину Агилеру, Бритни Спирс, Бијонсе, Ријану и Тејлор Свифт. Stars Dance је под видним утицајем Спирсове, Свифтове и продуцента ЕДМ музике, Skrillex-а; Revival је инспирисан албумом Агилерове под називом Stripped (2002), као и Џенет Џексон и Спирсовом.

## Сарадње
Године 2009. Гомезова је била део Sears-ове модне рекламне кампање и глумила је у њиховим телевизијским огласима. Била је водитељка „Sears Arrive Air Band Casting Call” која је требало одабрати пет особа за први „Sears Air Band”, који би наступали на додели MTV Video Music Awards 2009. године. Гомезова је такође била портпаролка Borden Milk-а, док је била приказана на штампаним и телевизијским огласима бренда.
Од 2010. до 2014. Гомезова је сарађивала са продавницом Kmart на својој линији одеће, под називом Dream Out Loud by Selena Gomez. Такође је најављено да ће бити партнерка бренда маски за мобилне телефоне под назицом Case-Mate, у оквиру предстојеће маркетиншке кампање, „Right Case, Right Occasion”. Године 2013. Гомезова је објавила свој други парфем, Vivamore by Selena Gomez. Такође је креирала сопствену колекцију боја лакова за нокте за Nicole by OPI.
Од 2013. до 2015. Гомезова је била портпаролка и партнерка за Neo by Adidas. Године 2015. потписала је уговор вредан 3 милиона долара са брендом . Године 2016. наступа у модној кампањи луксузног бренда, Louis Vuitton. Такође је била у огласима за Кока-колину}- кампању „Share a Coke”, а огласи за кампању и стихови две њене песме били су на амбалажама бренда широм земље.
Године 2017. Гомезова је потврдила сарадњу са брендом Coach, почевши од јесење линије. Ограничена колекција торбица названа је „Selena Grace”. Дана 29. марта 2018. Гомезова је објавила фотографије своје линије торбица на свом налогу на Instagram-у, са црном и браон торбом бренда Coach и бројевима „3 29 ‘98”, који се односе на датум пре 20 година. Такође је потписала уговор са спортским брендом Puma као њихова амбасадорка, а такође је била део кампање за патике Phenom Lux објављене у марту 2018. године. Њена колекција са брендом под називом SG x PUMA Strong Girl, покренута је 12. децембра исте године и садржи производе од патика до спортске одеће. Године 2018. објављено је да Гомезова зарађује око 800.000 долара за сваку спонзорисану објаву на Instagram-у. У септембру 2020. Гомезова је покренула сопствену линију шминке, „Rare Beauty”. У марту 2021. објавила је да покреће мини-часопис као део промоције бренда.

## Филантропија

### Уницеф
У октобру 2008. Гомезова је учествовала у добротворној акцији „Runaway For Life” Дечје истраживачке болнице Сент Џуд. Истог месеца именована је за Уницефову портпаролку кампање Trick-or-Treat for UNICEF, која подстиче децу да прикупе новац током Ноћи вештица за помоћ другој деци широм света. У августу 2009. Гомезова, тада 17-годишњакиња, постала је најмлађа амбасадорка Уницефа (Мили Боби Браун је касније надмашила овај рекорд). У својој првој званичној мисији на терену, Гомезова је отпутовала у Гану у септембру 2009. на једну седмицу да би из прве руке видела тешке услове угрожене деце којој недостају виталне потрепштине попут чисте воде, хране, образовања и здравствене заштите. Гомезова је у интервјуу дописницима Associated Press-а објаснила да је желела да искористи свој статус звезде како би подигла свест о ситуацији у Гани: „Осећам веома почашћено зато што имам глас који деца слушају и узимају у обзир [...] Људи на мојој турнеји су ме питали где је Гана, а затим су је гуглали [...] и пошто сам отишла тамо, они сада знају где је Гана. Тако да је то прилично невероватно.” Гомезова је о својој улози амбасадорке рекла да „сваког дана 25.000 деце умире од узрока који се могу спречити. Стојим уз Уницеф у уверењу да можемо да променимо тај број на нулу. Знам да то можемо да постигнемо јер сваког тренутка Уницеф на терену пружа деци помоћ како би та нула постала стварност.”
Године 2009. Гомезова је другу годину заредом именована за портпаролку Уницефове кампање, Trick-or-Treat. Сакупила је преко 700.000 долара за добротворне сврхе 2008. и изјавила да се нада да ће успети да прикупи милион долара у 2009. години. Гомезова је учествовала на аукцији славних и водила догађај уживо на Facebook-у у знак подршке кампањи Trick-or-Treat.
Гомезова се вратила као портпаролка Уницефа за 60. годишњицу кампање Trick-or-Treat for UNICEF. На прослави 60. годишњице, Selena Gomez and the Scene одржали су добротворни концерт, донирајући сав приход кампањи. У фебруару 2011. Гомезова је отпутовала у Чиле како би се састала са породицама „Programa Puente” који подржава Уницеф и који је помогао породицама да боље разумеју и развију вештине за бављење образовањем у раном детињству, развојем и другим питањима везаним за подизање деце. Гомезова је приметила да „Уницеф помаже чилеанским породицама да се извуку из сиромаштва, спрече насиље у породици и промовишу образовање. Сведочити из прве руке о борбама ових породица, као и њиховој нади и упорности, било је заиста инспиративно”. У марту 2011. Гомезова је учествовала у Уницефовом пројекту „Celebrity Tap Pack” који је садржао ограничено издање флаша са водом из чесме домова сваког заговорника славних личности како би се прикупила средства и повећао профил за чисту воду и санитарне програме. Такође је наступила у видео-спотовима који су промовисали кампању. Године 2014. Гомезова је посетила Непал како би подигла свест о деци којој је помоћ потребна.

### Други добротворни рад
Гомезова је била део кампање UR Votes Count, која је подстакла тинејџере да сазнају више о председничким кандидатима 2008. године, Бараку Обами и Џону Макејну.
Гомезова је постала амбасадорка за DoSomething.org након што је била део добротворне организације Island Dog, која је помагала псима у Порторику. Придружила се док је снимала филм Чаробњаци с Вејверли Плејса: Филм у Порторику. Гомезова је такође била део добротворне организације RAISE Hope For Congo, иницијативе организације Enough Project, како би се подигла свест о сукобима око минерала и насиљу над женама из Конга.
Од 2009. до 2012. Гомезова је била део организације „Disney's Friends for Change”, која је промовисала „понашање које је прихватљиво за животну средину”, а наступила је у њиховим саопштењима за јавне сервисе. Гомезова, Деми Ловато, Мајли Сајрус и Jonas Brothers снимили су хуманитарни сингл „Send It On” као музичку химну организације „Disney's Friends For Change”, чији је сав приход дониран фонду Disney Worldwide Conservation Fund. Песма је дебитовала на 20. месту листе .
У априлу 2012. Гомезова је именована за амбасадорку фондације Ryan Seacrest Foundation. Годину раније Гомезова је наступила у Дечјој болници у Филаделфији током акције фондације. Такође је била портпаролка предузећа State Farm Insurance и наступила у бројним телевизијским рекламама, које су се емитовале на Disney Channel-у, како би подигле свест о сигурној вожњи.
Гомезова је 2018. и 2018. присуствовала догађају WE Day California у Лос Анђелесу. Током догађаја 2018. Гомезова је представила Нели Мејнор, младу обожаватељку која је имала ретку болест бубрега. Њено учешће на догађају 2019. било је њено прво појављивање након дуже паузе. Гомезова је наставила своје партнерство са организацијом WE Charity када је отпутовала у Кенију у децембру 2019. да упозна локалну заједницу и посети школе које је изградила организација.

## Заступања
Гомезова је показала подршку ЛГБТ заједници. Придружила се бројним познатим личностима у писању „љубавног писма” током месеца поноса, као део Billboard-ове акције 30 дана поноса током месеца јуна 2016. Исте године је донирала приход од свог концерта у Северној Каролини за борбу против недавно уведеног „Закона о купатилу”, који је укинут 2017. године, а захтевао је од људи да користе јавне тоалете у складу с биолошким родом, осим уколико се нису у потпуности транзитовали.
Такође је показала подршку покрету Black Lives Matter, а у јуну 2020. позајмила је свој налог на Instagram-у Алиши Гарзи, која је покренула Black Lives Matter и једном од оснивача Black Futures Lab-а.
Након забране побачаја у Алабами у мају 2019. године, Гомезова је на Instagram-у говорила у корист права на побачај у САД.
У мају 2021. Гомезова је учествовала на концерту VAX Live: The Concert to Reunite the World који је организовао Global Citizen како би промовисао дистрибуцију вакцина против ковида 19 широм света кроз програм COVAX. Догађај је позвао људе да затраже од својих влада да обећају 22,1 милијарду долара помоћи за дистрибуцију вакцине.

## Приватни живот
Године 2020. Гомезова се преселила у вилу вредну 4,9 милиона долара у Лос Анђелесу.

### Верска уверења
Гомезова је васпитана као католкиња. Са 13 година затражила је прстен чистоће, а њен отац је отишао у цркву и благословио га. Изјавила је: „У ствари ме је користио као пример другој деци: одржаћу обећање себи, својој породици и Богу.” Гомезова је престала да носи прстен 2010. године. Рекла је 2017. да јој се не свиђа термин „религија” и да је понекад „плаши”, додавши: „Не знам да ли је неопходно да верујем у религију онолико колико верујем у веру и везу са Богом.” Године 2014. Гомезова је рекла да је слушала песму „Oceans (Where Feet May Fail)” групе Hillsong United пре него што је наступила на Америчким музичким наградама 2014. Године 2016. наступила је на концерту Hillsong Young & Free у Лос Анђелесу, где је певала своју песму, „Nobody”. Када ју је обожавалац на Twitter-у питао на кога се односе стихови песме „Nobody”, Гомезова је одговорила да се односе на Бога. Такође је обрадила песму „Transfiguration” коју изводи група Hillsong Worship током своје турнеје, Revival Tour. Од 2020. похађа другу конгрегацију у Калифорнији, цркву Хилсонг, а рекла је да себе не сматра религиозном, већ да је више сконцентрисана на своју веру и везу са Богом.

### Здравље
Гомезовој је дијагностикован лупус негде између 2012. и почетка 2014. године. У септембру 2017. на Instagram-у је открила да се повукла са јавних догађаја током претходних неколико месеци јер је добила трансплантацију бубрега од глумице и пријатељице, Франсије Раисе. Током трансплантације, дошло је до прелома артерије и обављена је хитна интервенција како би се изградила нова артерија користећи вену са њене ноге.
Гомезова је отворено говорила о својој борби са анксиозношћу и депресијом. Кренула је с терапијом током својих двадесетих година, а такође је проводила време у установама за лечење. Када је достигла 100 милиона пратилаца на Instagram-у, Гомезова је рекла да је „некако полудела” и да је од тада отишла на неколико дужих пауза на друштвеним медијима, делом због негативних коментара. У априлу 2020. открила је да има биполарни афективни поремећај.

### Везе
Године 2008. Гомезова је излазила са Ником Џонасом и појавила се у музичком споту за песму „”, коју изводи његова група. У децембру 2010. почела је да излази са Џастином Бибером. Након што су раскинули у новембру 2012, помирили су се неколико седмица касније пре него што су поново раскинули у јануару 2013. године. Касније су се мирили по неколико месеци у свакој години од 2013, 2014. и 2015. Крајем 2017. објављено је да су поново заједно, али су поново раскинули у марту 2018. Године 2015, након снимања песме „I Want You to Know” са руско-немачким ди-џејем Зедом, Гомезова је започела љубавну везу с њим; раскинули су касније те године.
Гомезова је наводно у јануару 2017. почела да се забавља са The Weeknd-ом, а током септембра су почли да живе заједно у Њујорку, али су раскинули до октобра.

## Филмографија
Према веб-сајту за прикупљање рецензија Rotten Tomatoes, најбоље филмске и телевизијске пројекте Гомезове чине: Угодни живот Зака и Кодија (2006), Хана Монтана (2007), Чаробњаци с Вејверли Плејса (2007—2012), Још једна прича о Пепељуги (2008), Програм заштите за принцезе (2009), Рамона и Бизус (2010), Мапетовци (2011), Бунтовнице (2012), Хотел Трансилванија (2012—2022), Одрастање девојчице (2013), Повратак чаробњака: Алекс против Алекс (2013), Без кормила (2014), Основни принципи добра (2016), Лоше комшије 2 (2016), Мртви не умиру (2019), Кишни дан у Њујорку (2019), Селена + кувари (2020—2023), Само убиства у згради (2021—данас) и Емилија Перез (2024).
Гомезова је извршна продуценткиња телевизијских серија, 13 разлога (2017—2020) и Живот без докумената (2019).

## Дискографија

### Албуми групе
- (2009)
- (2010)
- (2011)

### Соло албуми
- (2013)
- (2015)
- (2020)

## Турнеје

### Турнеје групе
- (2009—2010)
- (2010—2011)
- (2011—2012)

### Соло турнеје
- (2013—2014)
- (2016)